# Акви Каліди

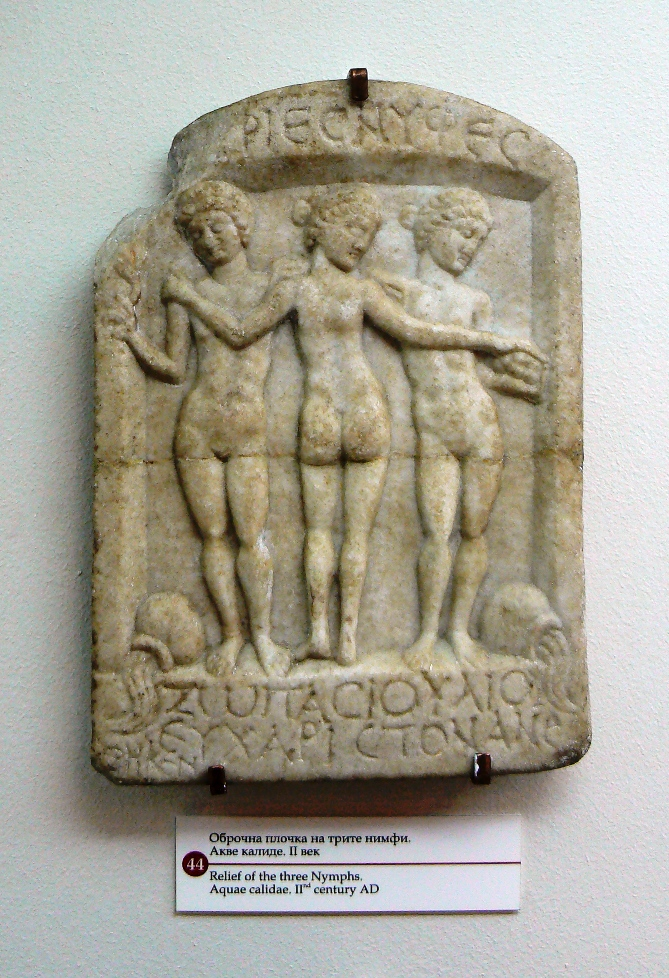
Три німфи з Акв Калід

Акви Каліди (Aquae Calidae, тобто гарячі води) — античне, давньофракійське місто в часи Одріського царства. В часи Візантійської імперії та Болгарського царства існувало під назвою Терма та Термополь. Обіймала місце на частині сьогоденного болгарського міста Бургас (кварталах Ветрен і Банево).

## Археологія
Вперше розкопав у 1910 році відомий болгарський археолог Богдан Філов (прем'єр-міністр Болгарії під час Другої Світової війни). Сучасні розкопки в 2008 році почали старший науковий співробітник Цоня Дражева і ад'юнкт-професор Дімчо Мочилов. У 2011 році античне та середньовічне місто було оголошено «Археологічною охоронною зоною Акви Каліди — Термополь».

## Історія
Археологічні розкопки виявили, що мінеральні ванни використовувалися ще з епохи неоліту: в VI–V тисячоліттях до н. е. тут знаходилося три доісторичних поселення. У середині I тисячоліття до н. е. біля мінеральних вод оселилися давні фракійці, перетворивши велике джерело в шановане в античності «Святилище Трьох Німф». Відомо, що це місце відвідував македонський цар Філіпп II. Саме тоді це поселення вказується у письмових джерелах. Проте місто утворилося (до того було поселенням) лише напочатку I ст. н. е., в часи володарювання Реметалк I з Сапейської династії.
Тривалий час вважався лише термальним курортом, що входив до одріської області зі столицею Анхіал. Але нещодавні археологічні дослідження довели, що Акви Каліди були центром окремої провінції. Після приєднання Одріського царства до Римської імперії перетворилася лише на термальний курорт. Місто увійшло до складу римської провінції Фракія. В ці часи місто отримує назву Акви Каліди. Ця назва походить від назви римської дорожньої станції біля мінеральних джерел, побудованої на великій римській Понтійській дорозі (Via Pontica), яка проходила вздовж західного узбережжя Чорного моря.
Цей курорт зберіг свою популярність серед місцевого населення, давньогрецької та малоазійської знаті. За наказом імператора Траяна тут були зведені перші римські лазні. Можливо під час подорожі тут зупинялися й римські імператори з почтом.
Римські лазні в Аквах Калідах були перебудовані і розширені на початку Візантійської імперії — в IV–V ст., а в правління імператора Юстиніана I Великого були споруджені фортечні стіни.
У Середньовіччя Акви Калид стали відомі як Терма або Термополь (грецькою «Тепле місто»). У 708 році хан Тервел, володар Першого Болгарського царства, розбив армію візантійського імператора Юстиніана II в першій битві при Анхіалом, поруч з Термополем, відвоювавши античний і середньовічний «термальний курорт» для Болгарії. Під час Четвертого Хрестового походу та наступної війни Болгарського царства з Латинською імперією місто опинилося в епіцентрі військових подій. Коли цар Другого Болгарського царства Калоян розбив хрестоносців у битві при Адріанополі в 1205 році і взяв у полон латинського імператора Балдуїна I, у 1206 році брат латинського імператора Генріх Фландрський вирушив проти Болгарії, захопив Термополь, пограбувавши та сплюндрувавши місто.
Місто Термополь відтоді не відновилося, хоча самі мінеральні ванни були пізніше відбудовані і використовувалися османським султаном Сулейманом I Пишним у 1562 році.
У сучасній Болгарії у XX ст. місто біля мінеральних ванн було знане як Банєв до 1980-х років, коли було перейменоване на Мінеральні ванни Бургаса. У 2009 році  увійшло до складу міста Бургас.